# Luis Casamitjana
Luis Casamitjana Corominas es un historietista y pintor español.

## Biografía
Luis Casamitjana comenzó su carrera trabajando en el serial Héroes Biblícos de editorial Símbolo. Pasó luego a Bruguera, cuyo estudio gráfico dirigió y donde se dedicó sobre todo a la adaptación de clásicos literarios para las colecciones "Historias", "Joyas Literarias Juveniles" y "Héroes".
A principios de los sesenta, también se encargó, como otros muchos dibujantes, de continuar la serie El Capitán Trueno, además de crear alguna propia, como Dick Foster (1962).

## Obra
| Años | Título                       | Guionista                | Tipo            | Publicación                                   |
| ---- | ---------------------------- | ------------------------ | --------------- | --------------------------------------------- |
| 1955 | Héroes Bíblicos              | Lasting Grumbler         | Serial          | Símbolo                                       |
| 1958 | Cuentos de Grimm             |                          | Monografía      | Bruguera: Historias, núm. 75                  |
| 1959 | Los últimos días de Pompeya  | José Antonio Vidal Sales | Monografía      | Bruguera: Historias, núm. 83                  |
| 1960 | Quiniela del saber           |                          | Serie colectiva | El Campeón de las Historietas                 |
| 1960 | El Capitán Trueno            |                          | Serie           | El Capitán Trueno Extra                       |
| 1960 | San Juan de Dios             | José María Carbonell     | Monografía      | Bruguera: Historias, núm. 108                 |
| 1960 | San Francisco Javier         | María Martí              | Monografía      | Bruguera: Historias, núm. 122                 |
| 1961 | Rayo, piloto de pruebas      | Ramón Ortega             | Serie           | El Campeón de las Historietas                 |
| 1962 | Dick Foster                  |                          | Serie           | El Capitán Trueno Extra                       |
| 1966 | El Arquero de Sherwood       | José María Carbonell     | Monografía      | Bruguera: Héroes / Robín Hood, núm. 1         |
| 1971 | Viaje al centro de la Tierra | Víctor Mora              | Monografía      | Bruguera: Joyas Literarias Juveniles, núm. 21 |